# جيم كروكت الابن
جيم كروكت الابن (بالإنجليزية: Jim Crockett)‏ هو شخصية أعمال أمريكي، ولد في 10 أغسطس 1944 في تشارلوت في الولايات المتحدة.

## وصلات خارجية
- جيم كروكت الابن على موقع CageMatch worker (الإنجليزية)
- جيم كروكت الابن على موقع قاعدة بيانات المصارعة على الإنترنت (الإنجليزية)
- جيم كروكت الابن على موقع عالم المصارعة على الإنترنت (الإنجليزية)
- جيم كروكت الابن على موقع عالم المصارعة على الإنترنت (الإنجليزية)
- جيم كروكت الابن على موقع IMDb (الإنجليزية)
- جيم كروكت الابن على موقع قاعدة بيانات الفيلم (الإنجليزية)